# Segbana
Segbana (ou Ségbana) est une commune et une ville située au nord-est du Bénin, dans le département de l'Alibori, à la frontière avec le Nigeria.

## Géographie

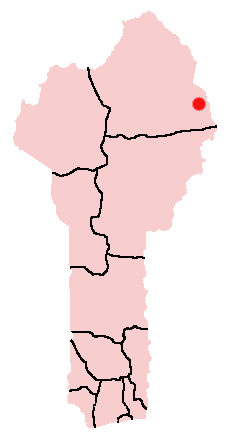
Localisation de la ville sur la carte du Bénin.

Située entre 10°32’ et 11°23’ de latitude Nord d’une part et 3°08’ et 3°50’ de longitude Est d’autre part, la commune de Ségbana est limitée au nord par la commune de Malanville, au sud par la commune de Kalalé, à l’est par le Nigeria et à l'ouest par les communes de Kandi et de Gogounou.
Elle s'étend sur 4 700 km2, soit 17,9 % de l’Alibori et 4,17 % de la superficie du Bénin.
Elle est subdivisée en 5 arrondissements dont un en milieu urbain (Ségbana-Piami) et quatre en milieu rural (Liboussou, Lougou, Libanté,Sokotindji) et compte 5 quartiers de ville et 40 villages.

### Climat et relief
Le climat de Ségbana est de type nord-soudanien, caractérisé par une saison de pluies allant du mois de mai au mois d’octobre, et une saison sèche allant d’octobre à mai. La pluviométrie, qui varie entre 800 et 1 200 mm/an, est favorable à la production agricole.
Avec une altitude moyenne de 250 m, le relief de Ségbana est celui d’un plateau de grès, d’argile, de crétacé, le tout s’inclinant légèrement vers la plaine alluviale du fleuve Niger.

### Végétation

Spécimens collectés à Segbana.
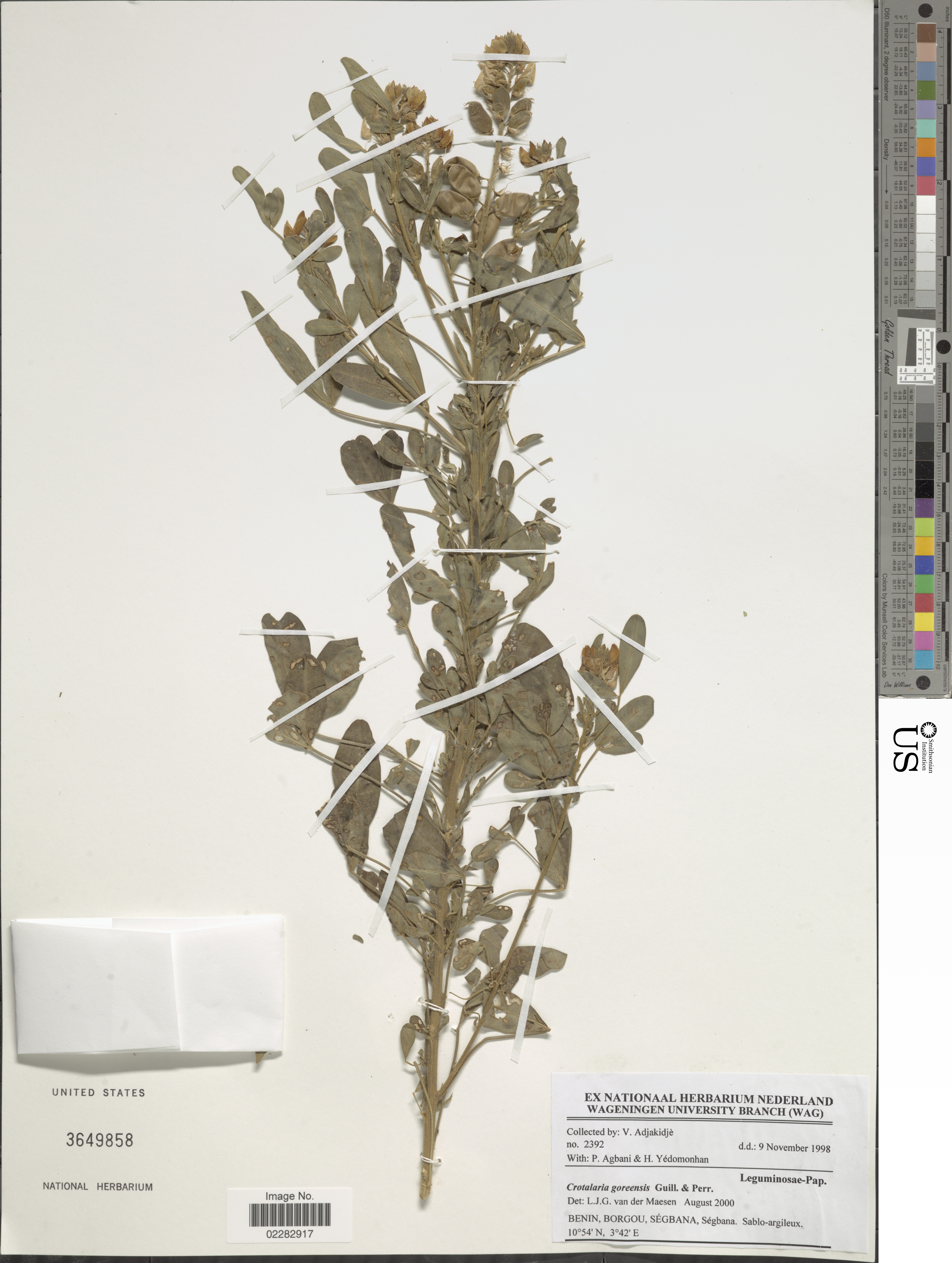
Crotalaria goreensis.
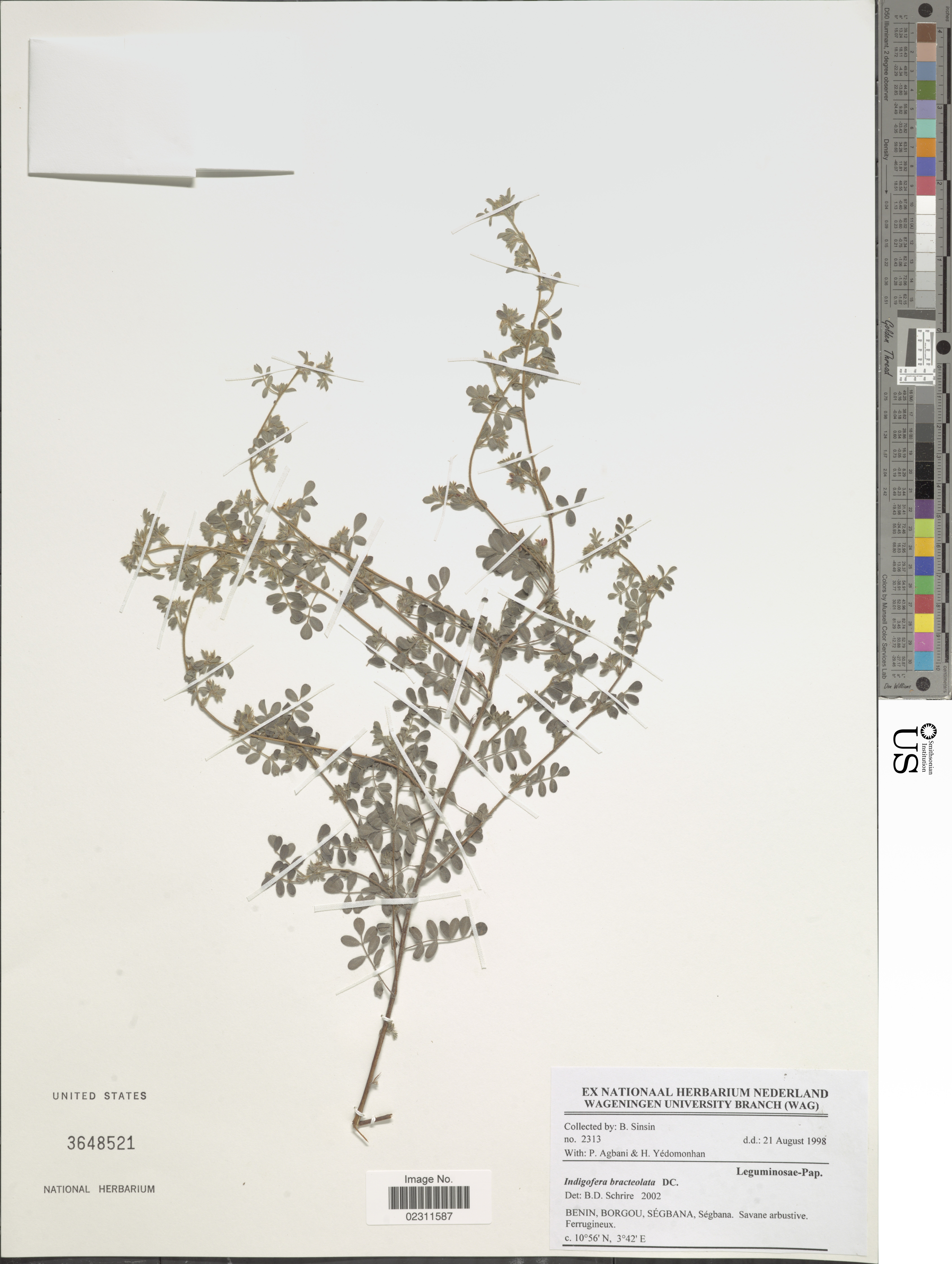
Indigofera bracteolata.
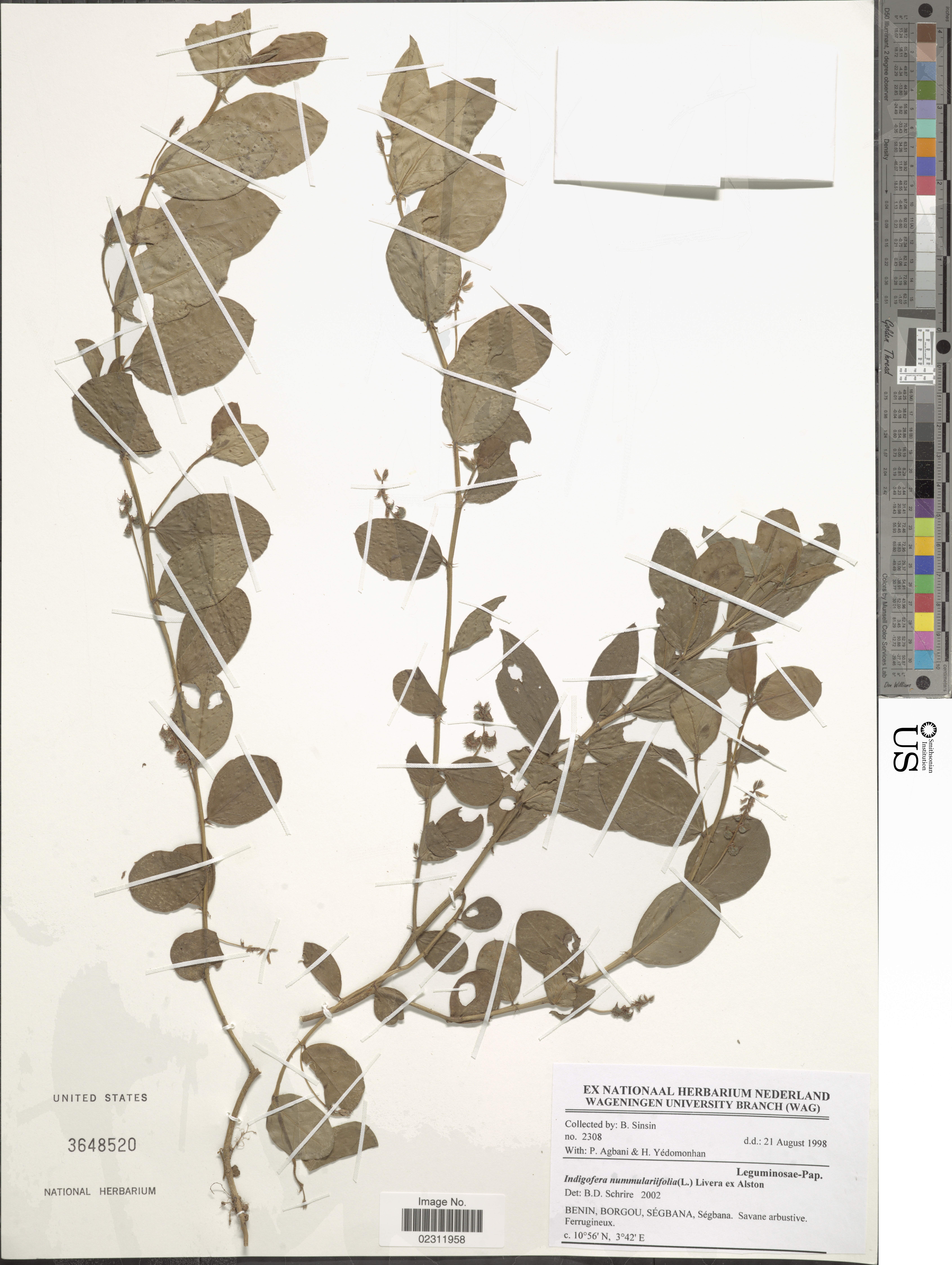
Indigofera nummulariifolia.
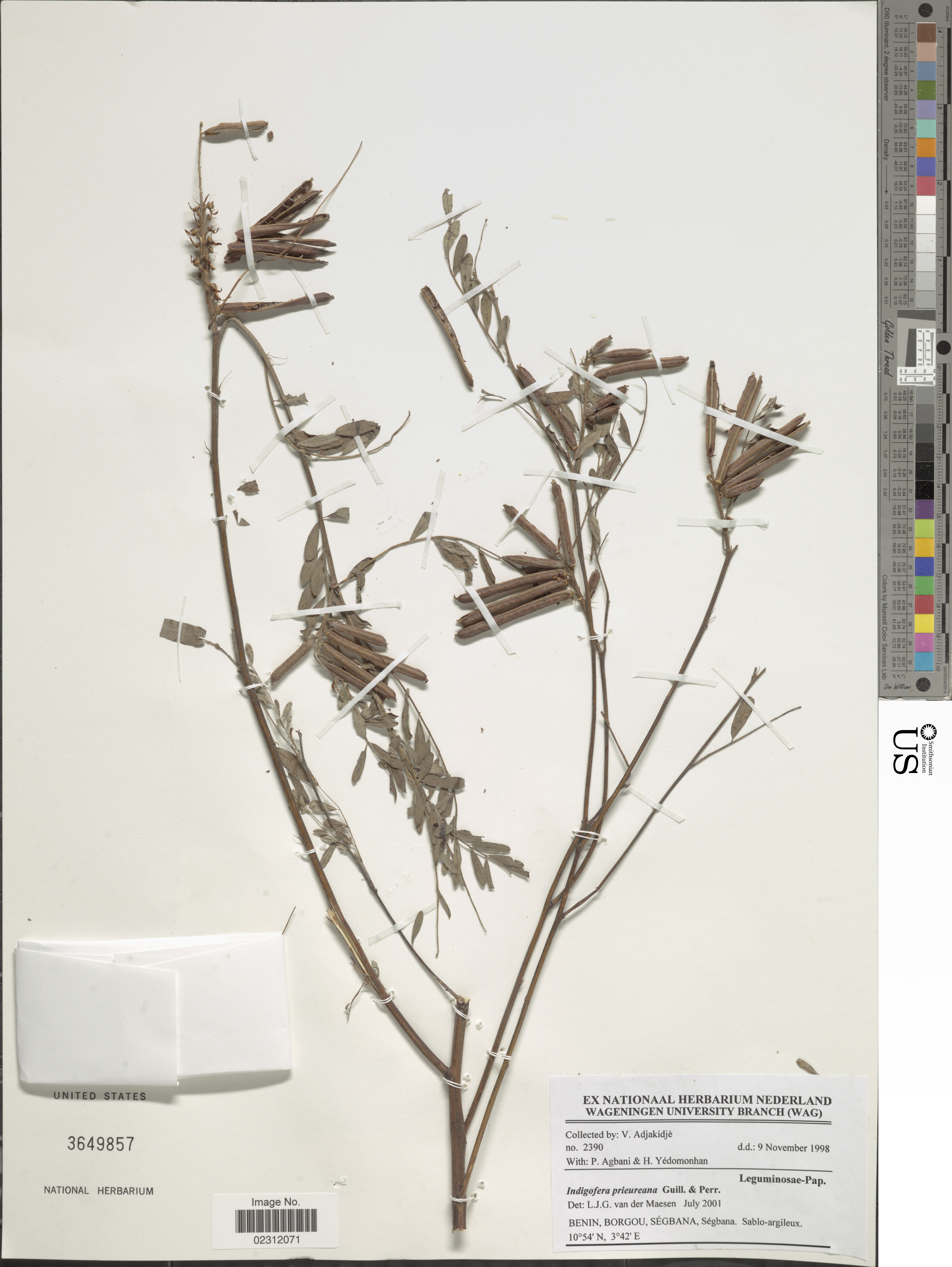
Indigofera prieureana.
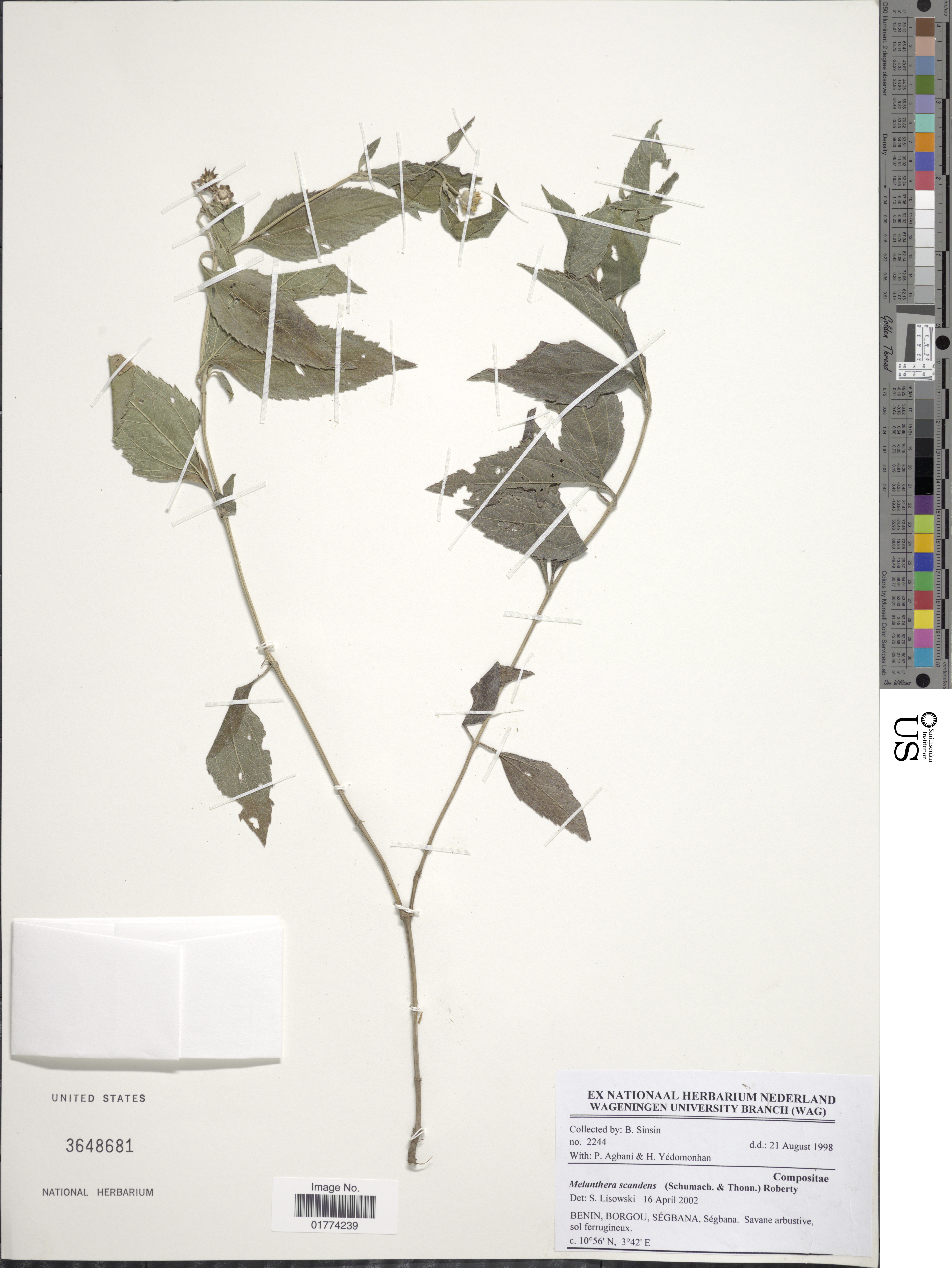
Melanthera scandens.

### Population
Les données provisoires du troisième recensement général de la population et de l’habitation de février 2002 ont indiqué qu’entre 1992 et 2002, la population de Ségbana s'était accrue significativement, passant de 32 271 à 52 266 habitants.
Lors du recensement de 2013 (RGPH-4), la commune comptait 89 081 habitants, dont 26 440 pour l'arrondissement de Segbana.
Les principaux groupes ethniques qui partagent le territoire de la commune sont les Boo qui représentent plus de 75 % de la population. Ils seraient venus de Boussa au Nigeria, entre le XIIe et le XIVe siècle. Ils cohabitent avec les Peuls (7 %), les Dendi (1,7 %), les Yoruba et apparentés (1,6 %), ainsi que d'autres groupes, tels que les Haoussa, les Baatonou ou les ajda (4,7 %).

## Histoire

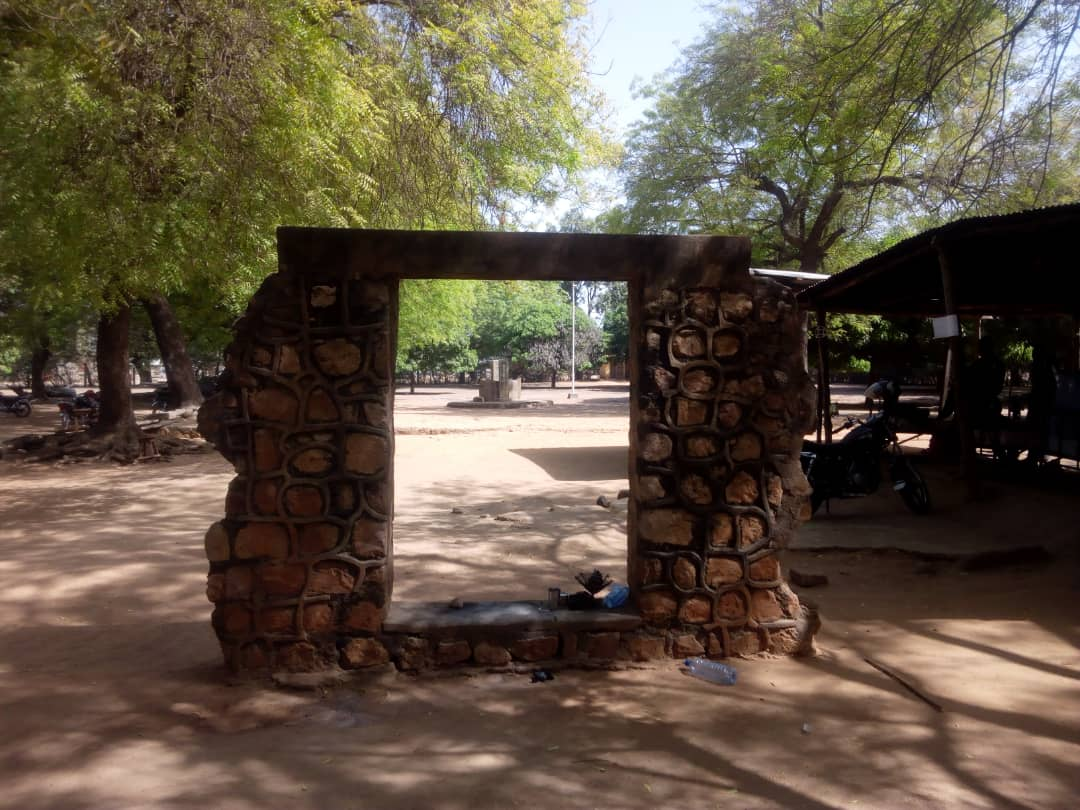
Entrée de l'ancienne prison.

Avec le camp Séro Kpéra de Parakou, la prison civile de Ségbana était, au cours des années 1980 sous le régime du président Mathieu Kérékou, un établissement pénitentiaire spécialement affecté à la détention des prisonniers politiques, parfois présenté comme un lieu de torture, mais ce point n'est pas confirmé par les témoignages filmés d'anciens prisonniers. Selon eux, les tortures étaient plutôt pratiquées au camp de Parakou.

## Galerie de photos

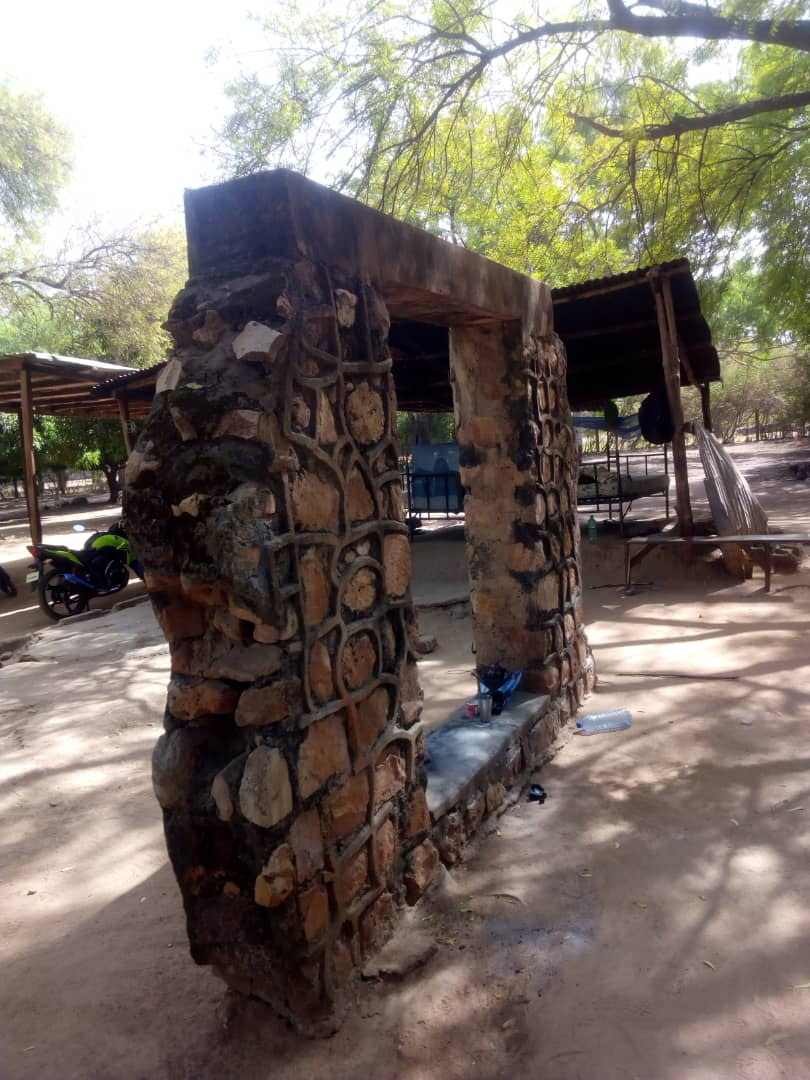
L'entrée de la prison de Segbana.
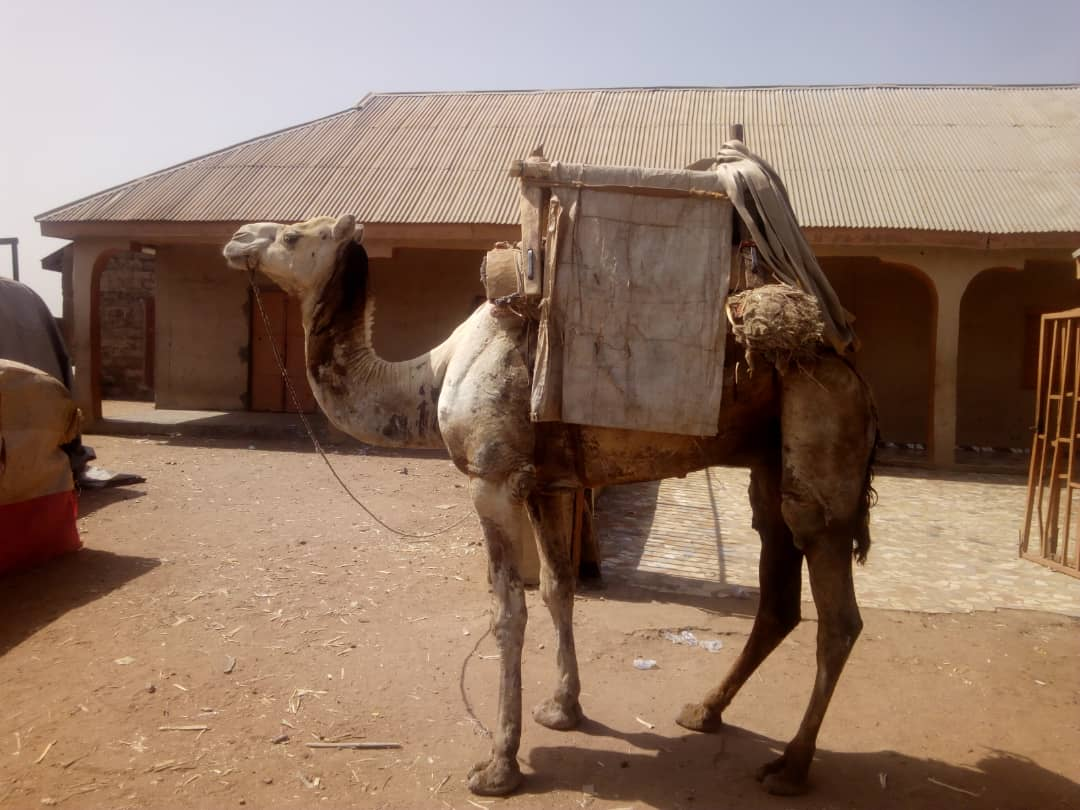
Un dromadaire dans la cour à Ségbana.